# Microsoft Binder
Microsoft Binder，曾經是 Microsoft Office 辦公室套裝軟體的一套應用程式，讓使用者能將不同種類的文件打包在單一檔案中。Binder 起先是以 Microsoft Office 95 的附屬工具形式一同推出，並在 Microsoft Office 2000 推出後停止開發。

## 命名與功能
Binder 取名自實體的活頁夾（英語：binder），使用者在啟動軟體後，能夠在畫面的左方窗格加入 Word 文件、Excel 試算表、PowerPoint 簡報、或是其他現有的文件，並在右邊的窗格中進行編輯。
當切換不同種類的文件時，右邊窗格的功能表與工具列也會隨之改變；使用者也可以選擇在原本的應用程式中打開。整理過後的活頁夾可以儲存成副檔名為 .obd 的活頁夾文件，並透過電子郵件、磁片或光碟片提供給他人編輯或閱覽，或是以連續頁碼的方式列印。

## 技術原理
Microsoft Binder 使用了物件連結與嵌入 (OLE) 2.0 技術。只要系統裡有安裝的軟體支援，就可以將該軟體製作的文件嵌入 Binder 中，而不限於由 Microsoft Office 所製作的文件。IBM 所開發的 IBM Lotus Word Pro 也曾經支援於 Binder 嵌入文件的功能。

## 發展
雖然 Binder 在許多 OLE 技術文件中都被當作標準範例，但此格式仍然並不普及。
自 Microsoft Office 2000 起，Binder 不再是預設安裝的軟體之一；使用者需要自行從安裝程式中選擇安裝 Binder。
在 Microsoft Office XP 與 Microsoft Office 2003 推出時已經不再包含 Binder。使用者僅能透過安裝 Office XP 隨附的 Unbind 工具程式，將 Binder 文件夾中的檔案解壓縮到指定的目錄中。
Microsoft Office 2007 以後不再隨附 Unbind 工具程式，微軟網站的下載頁面現也已移除。

## 外部連結
- [Office Binder 97 的常見問題]. Microsoft Support. 2004-09-02. （原始内容存档于2004-10-28） （英语）.